# Synopeas discoideus
Synopeas discoideus är en stekelart som beskrevs av Peter Neerup Buhl 2005. Synopeas discoideus ingår i släktet Synopeas och familjen gallmyggesteklar. Arten är reproducerande i Sverige. Inga underarter finns listade i Catalogue of Life.